# 洞庭商帮
洞庭商帮，有时也被称为苏商，为明清时代中国的十大商帮之一。分布于今江苏苏州市西南太湖中洞庭东山和西山。

## 历史
明清时代中国的社会经济出现了一种十分引人注目的现象，就是地方商帮和大商人资本的兴起。明清时期初步形成的传统市场体系网络，正是有赖于作为市场主体的各个地方商帮来连接和组成的。而从中国现代化史的角度来看，经济史学家吴承明先生认为，大商人资本的兴起是中国16、17世纪现代化的因素之一。
粤商、徽商、晋商、浙商、苏商一道，在历史上被合称为“五大商帮”。这里的苏商，仅仅指代历史上苏州商人，而不是今天江苏省的简称。而江北商业重镇扬州历史上则属于徽商的文化范围。
学者余英时在《中国近世宗教伦理与商人精神》一文中指出：「明代扬州商籍有山西而无安徽，这便是政府优待山西商人而歧视徽商的明证。甚至在清代早期，山西商人在政治方面所取得的优势也依然没有动摇」。但是余英时显然忘记了明代的扬州与安徽其实属于同一个省级单位——南直隶辖下，扬州对明代徽州商人而言属于本地，其到扬州经商并不需要如山西商人那样临时寄附商籍。